# Савельево (Владимирская область)
Савельево — деревня в Киржачском районе Владимирской области России, входит в состав Кипревского сельского поселения. 

## География
Деревня расположена в 16 км на восток от центра поселения деревни Кипрево и в 22 км на северо-восток от райцентра города Киржач.

## История
В XIX — начале XX века деревня входила в состав Жердевской волости Покровского уезда, с 1926 года — в составе Киржачской волости Александровского уезда. В 1859 году в деревне числилось 46 дворов, в 1905 году — 74 дворов, в 1926 году — 70 дворов.
С 1929 года деревня являлась центром Савельевского сельсовета Киржачского района, с 1940 года — в составе Афаносовского сельсовета, с 2005 года — в составе Кипревского сельского поселения.
С 1890 года в деревне располагалось заведение для размотки шёлка крестьянина Егора Андреевича Микалёва. По данным на 1900 год в заведении работало 8 рабочих.

## Население
| 1859 | 1905 | 1926 | 2002 | 2010 | 2021 |
| ---- | ---- | ---- | ---- | ---- | ---- |
| 313  | ↗374 | ↘356 | ↘68  | ↘56  | ↘40  |